# José Recalde Vela
José Recalde Vela (Alhama de Aragón, 1896-Vitoria, 1976) fue un militar español.

## Biografía
Militar profesional, pertenecía al arma de infantería. Tuvo una actuación destacada en la Guerra de Marruecos, durante la cual ganó varias condecoraciones.
El 18 de julio de 1936, al estallido de la Guerra civil, se mantuvo fiel a la República y dirigió la resistencia contra los militares sublevados. Formó parte del 2.º Batallón de milicias antifascistas de Málaga —también conocido como batallón «México»—, del cual llegaría a ser comandante. Se afilió al Partido Comunista de España (PCE). En enero de 1937 le fue conferido el mando de la recién creada 52.ª Brigada Mixta, en el subsector malagueño de Villanueva de Cauche. En mayo de 1937 fue enviado al frente Norte, donde desempeñó diversos mandos. Fue jefe de la 186.ª Brigada Mixta y, posteriormente, de la División «B» del XIV Cuerpo de Ejército.
A la caída del frente Norte regresó a la zona centro republicana, reintegrándose en la lucha. Asumiría el mando de la 47.ª División, con la cual intervino en diversas operaciones en Levante y Extremadura. También mandó la 19.ª División. Hacia el final de la contienda ostentaba la graduación de teniente coronel. En marzo de 1939, opuesto al golpe de Casado, llegó a destituir al coronel Juan Ibarrola y asumió temporalmente el mando del XXII Cuerpo de Ejército.